# Граничное представление

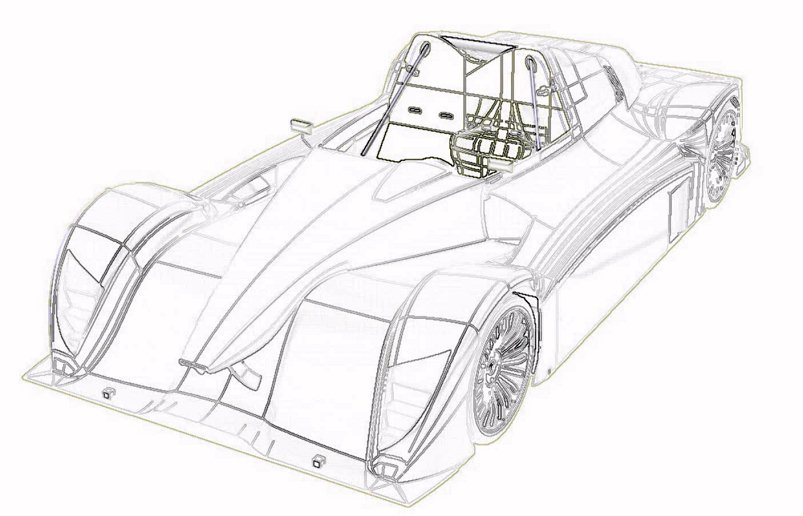
Пример кузова, созданный с помощью B-rep модели. Обратите внимание, что поверхностные участки сшиваются.

В твердотельном моделировании и компьютерном проектировании, граничное представление, часто обозначаемое как B-rep или BREP, — способ представления фигур с помощью границ. Твердое тело представляет собой совокупность взаимосвязанных элементов поверхности - границ между телом и окружающим пространством.

## Обзор
Граничное представление модели состоит из двух частей: топологии и геометрии (поверхности, кривые и точки). Основные топологические элементы: грани, ребра и вершины. Грань - ограниченная часть поверхности, ребро - ограниченная часть кривой, а вершина - точка. Другими элементами являются оболочка (набор смежных граней), петля (контур ребер, ограничивающих грань) и контурные сноски (также известные как сноски крылатого края или полуребра), используемые для построения контура из ребер.

## История
Основной метод граничного представления был разработан Яном Брайдом (Ian C. Braid) в Кембридже (для САПР) и Брюсом Баумгартом (Bruce G. Baumgart) в Стэнфорде (для систем компьютерного зрения) независимо в начале 1970-х годов. Брайд продолжил свою работу в исследовательском твердотельном моделлере BUILD, который был предшественником многих научных и коммерческих систем твердотельного моделирования. Брайд работал над коммерческими системами ROMULUS, предшественником Parasolid, и на ACIS. Parasolid и ACIS являются основой для многих современных коммерческих САПР.
После работ Брайда по твердым телам, шведская команда во главе с профессором Торстеном Чельберг в начале 1980-х годов разработала философию и методы для работы с гибридными моделями, каркасными, листовыми объектами и объемными моделями. В Финляндии Мартти Мянтюля разработал систему твердотельного моделирования под названием GWB. Над граничным представлением так же работали Истман и Вейлер в США, а профессор Фумихико Кимура и его команда из Токийского университета в Японии создали свои собственные системы граничного моделирования.
По сравнению представлением в виде конструктивной блочной геометрии (КБГ), (англ. CSG), которая использует только примитивные объекты и Булевы операции для их объединения, граничное представление является более гибким и имеет намного более богатый набор операций: экструзия, создание фасок, смешивание, подготовки, обстрелов, настройки и другие. Это делает граничное представление более подходящим выбором для САПР. CSG изначально использовался несколькими коммерческими системами, потому что его было проще реализовать. Появление надежных коммерческих ядер BREP-моделирования, таких как Parasolid и ACIS, указанных выше, привело к широкому внедрению граничного представления в САПР.
Граничное представление по сути является локальным представлением смежных граней, ребер и вершин. Расширением для этого стало группировка подэлементов формы в логические единицы, называемые геометрические деталями, или, просто, 'деталями'. Новаторская работа была проделана Киприану в Кембридже также с использованием системы BUILD и продолжена и расширена Джаредом и другими. Детали лежат в основе многих других разработок, позволяющих производить высокоуровневые "геометрические рассуждения" о форме для сравнения, процессов планирования, производства и т. д.
Граничное представление также было расширено, введением специальных не монолитных видов моделей, названных несборные модели. По описанию Брайда, нормальные твердые тела в природе обладают тем свойством, что для каждой точки на границе любая сколю либо малая сфера вокруг нее разделена на две части: одна - внутри, другая - снаружи объекта. Несложные модели нарушают это правило. Важным подклассом несложных моделей являются листовые объекты, которые используются для представления плоских объектов и интегрируют поверхностное моделирование в твердотельное моделирование.

## Стандартизация
Стандарт обмена данными моделирования STEP определяет некоторые модели данных для отображения границ. Обобщенные топологические и геометрические модели определены в ISO 10303-42 "Геометрические и топологические представления". Следующие приложения интегрированы ресурсы (AIC) определение границ модели, ограничения универсального геометрические и топологические возможности:
- ISO 10303-511 Топологически ограниченная поверхность, определение расширенные лицом, что является граничная поверхность, когда поверхность относится к типу элементарных (плоскости, цилиндрические, конические, сферические или тороидальные), или поверхности по траектории, или B сплайн поверхности. Границы определяются линиями, Коники, полилинии, кривые поверхности, или B сплайновых кривых
- ISO 10303-514 расширенного граничного представления, твердый, определяющие объем с возможные пустоты, которые составляют передовые лица
- ISO 10303-509 коллектор поверхности, не пересекая местность в 3D, который состоит из передовых граней
- ISO 10303-521 коллектор подповерхностных, суб-уголок из коллектора поверхность
- ISO 10303-508 несложная поверхности какой-либо предварительной договоренности лицо
- ISO 10303-513 элементарного граничного представления схожи с ISO 10303-514, но ограничивается элементарной поверхности только
- ISO 10303-512 граненый граничного представления упрощенной модели поверхности, построенной по плоской поверхности только

## Дальнейшее чтение
Дополнительная информация о граничном представлении можно найти в различных статьях и следующих книгах:
- Mäntylä, Martti. An Introduction to Solid Modeling (неопр.). — Computer Science Press, 1988. — ISBN 0-88175-108-1.
- Chiyokura, H. Solid Modelling with DESIGNBASE (неопр.). — Addison-Wesley Publishing Company, 1988. — ISBN 0-201-19245-4.
- Stroud, Ian. Boundary Representation Modelling Techniques (неопр.). — Springer[англ.], 2006. — ISBN 1-84628-312-4.

## Внешние ссылки
- OpenCascade - библиотека с открытым исходным кодом для твердотельного моделирования BREP
- Реальный пример-границы исходного представления в формате Step
- SimpleGeo - BREP/РГС гибридного моделирования системы моделирования транспорта частиц Монте-Карло
- FreeREP - с открытым исходным кодом геометрии разработки ядра
- Brep по - граничного представления, основанные Моделист